# Rubus wolfredoi-wildpretii
Rubus wolfredoi-wildpretii är en rosväxtart som beskrevs av Heinrich E. Weber. Rubus wolfredoi-wildpretii ingår i släktet rubusar, och familjen rosväxter. Inga underarter finns listade i Catalogue of Life.